# Helmut Kalex
Helmut Kalex (* 24. November 1931 in Ruhland O.L.; † 6. Januar 2011 in Leipzig) war ein deutscher Althistoriker.
Helmut Kalex legte sein Abitur 1950 ab und studierte anschließend bis 1954 Geschichte und Geographie an der Karl-Marx-Universität Leipzig (KMU). Er beendete das Studium mit dem Staatsexamen. Es folgte eine planmäßige wissenschaftliche Aspirantur an der Abteilung für Geschichte des Altertums am Historischen Institut der KMU und 1957 bis 1959 eine wissenschaftliche Assistenzzeit am Karl-Sudhoff-Institut für Geschichte der Medizin und der Naturwissenschaften. Er promovierte 1960 zum Thema Zu einigen Problemen der Sklaverei im ptolemäischrömischen Ägypten, Gutachter waren Franz Altheim und Wolfgang Müller. Nach der Promotion wurde er wissenschaftlicher Mitarbeiter an der KMU. Im Februar 1969 wurde Kalex Hochschuldozent für Geschichte des Altertums am Pädagogischen Institut Leipzig. Die Promotion B mit einer Arbeit zum Thema Soziale Differenzierung und Herausbildung des „barbarischen“ Königtums bei den Langobarden wurde im November 1982 von Rigobert Günther begutachtet. 1992 wurde er abgewickelt.
Kalex wirkte an mehreren Großprojekten der Akademie der Wissenschaften der DDR mit. Für Johannes Irmschers Einleitung in die klassischen Altertumswissenschaften steuerte er die Beiträge Geschichtswissenschaft und klassische Altertumswissenschaften sowie Geschichte, Methodik und Didaktik des Unterrichts in der alten Geschichte bei. Zudem wirkte er am von Irmscher herausgegebenen Lexikon der Antike mit.